# Atlantai metró
Az Atlantai metró egy négy vonalból álló metróhálózat az Amerikai Egyesült Államokban, Atlantában. Jelenleg a hálózat hossza 77 km, melyen 2021-ben 38 állomás üzemelt. Éves utasforgalma 64 000 000 fő (2019).
Az Atlantai metróhálózat, a MARTA közlekedési rendszer egyik eleme, négy vonallal rendelkezik, ezek a következők: a piros, az arany, a kék és a zöld vonal. A piros és az arany vonal főként az észak-északkeleti folyosó mentén, a kék és a zöld vonal pedig a nyugat-keleti folyosó mentén halad. A két folyosó a Five Points állomáson kapcsolódik össze, és ez az egyetlen állomás, melyet mind a négy vonal érint.
A vágányok nyomtávolsága 1435 mm, az áramellátás harmadik sínről történik, a szerelvények maximális sebessége 110 km/h.

## Képek

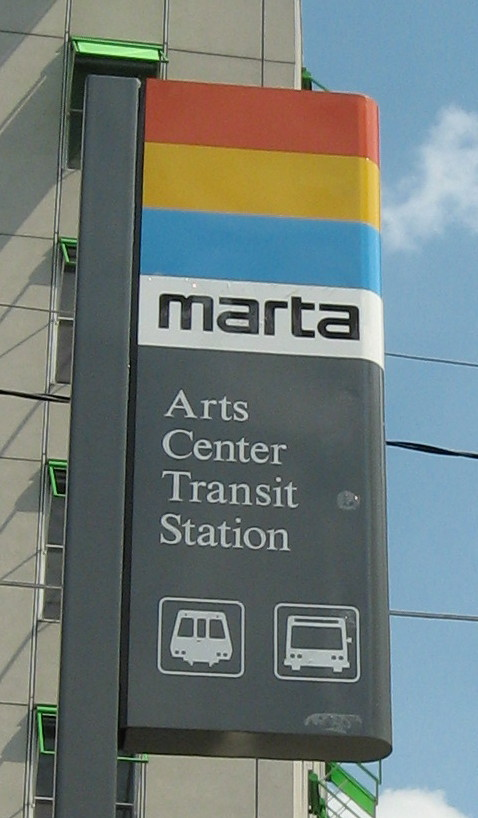
A MARTA logója az Arts Center állomáson
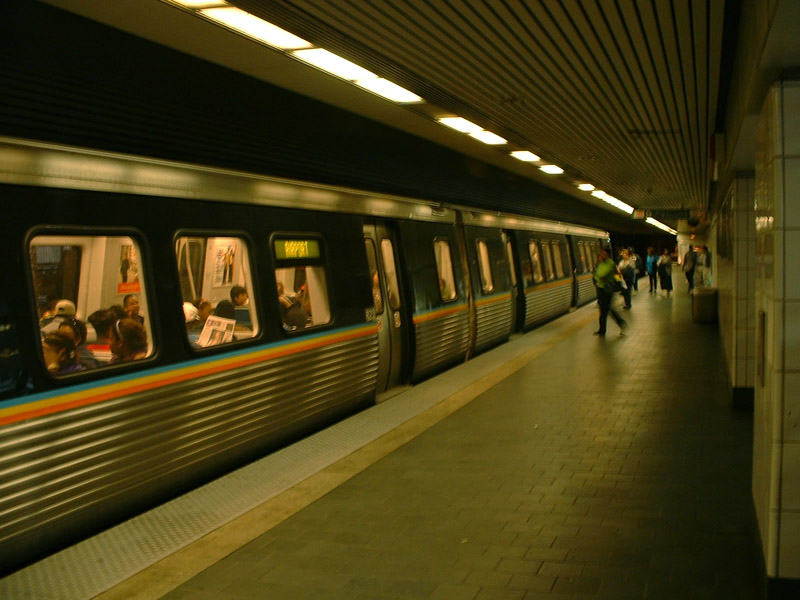
Dél felé haladó vonat Civic Center (N2) állomáson
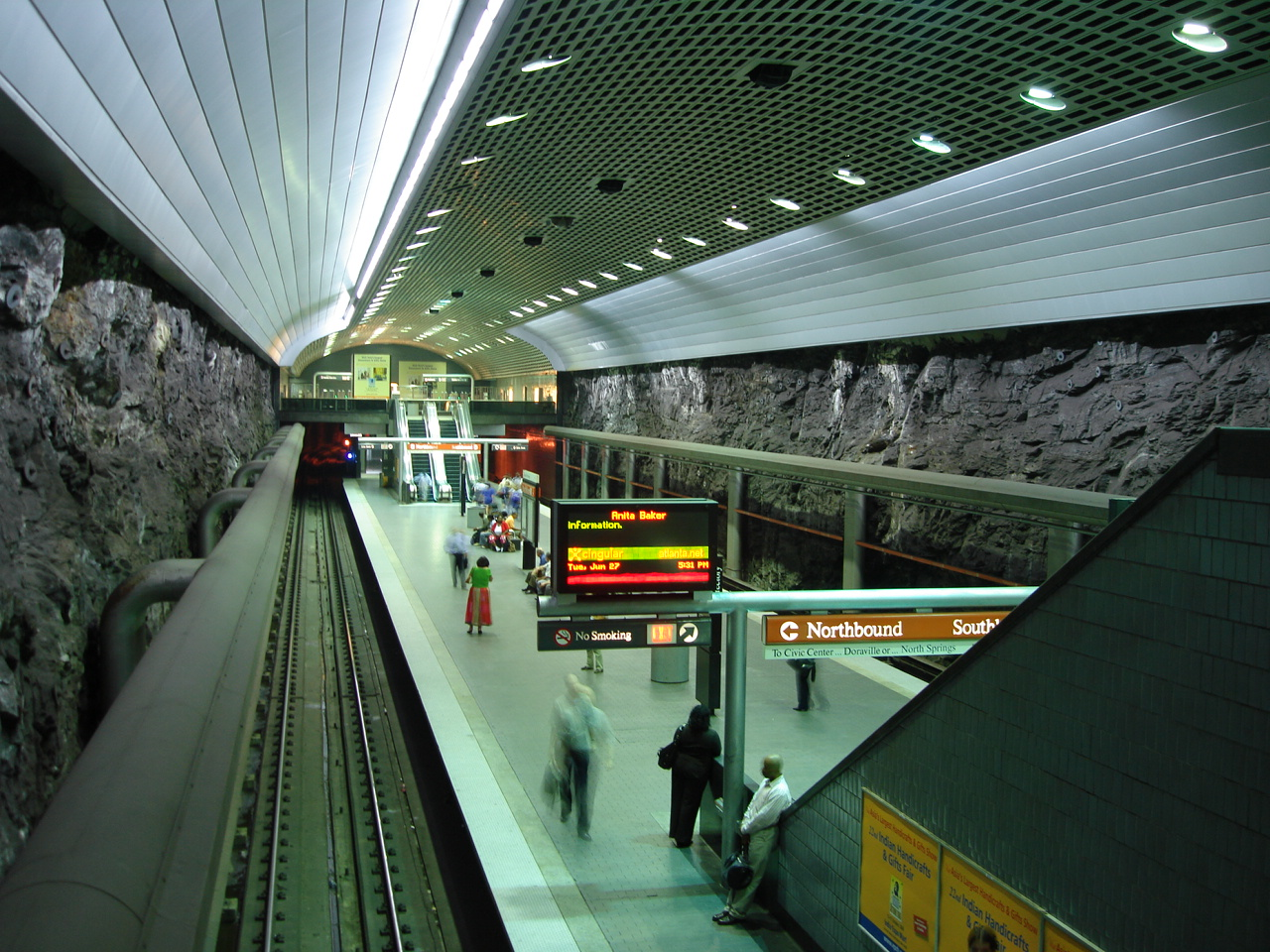
Peachtree Center (N1) állomás
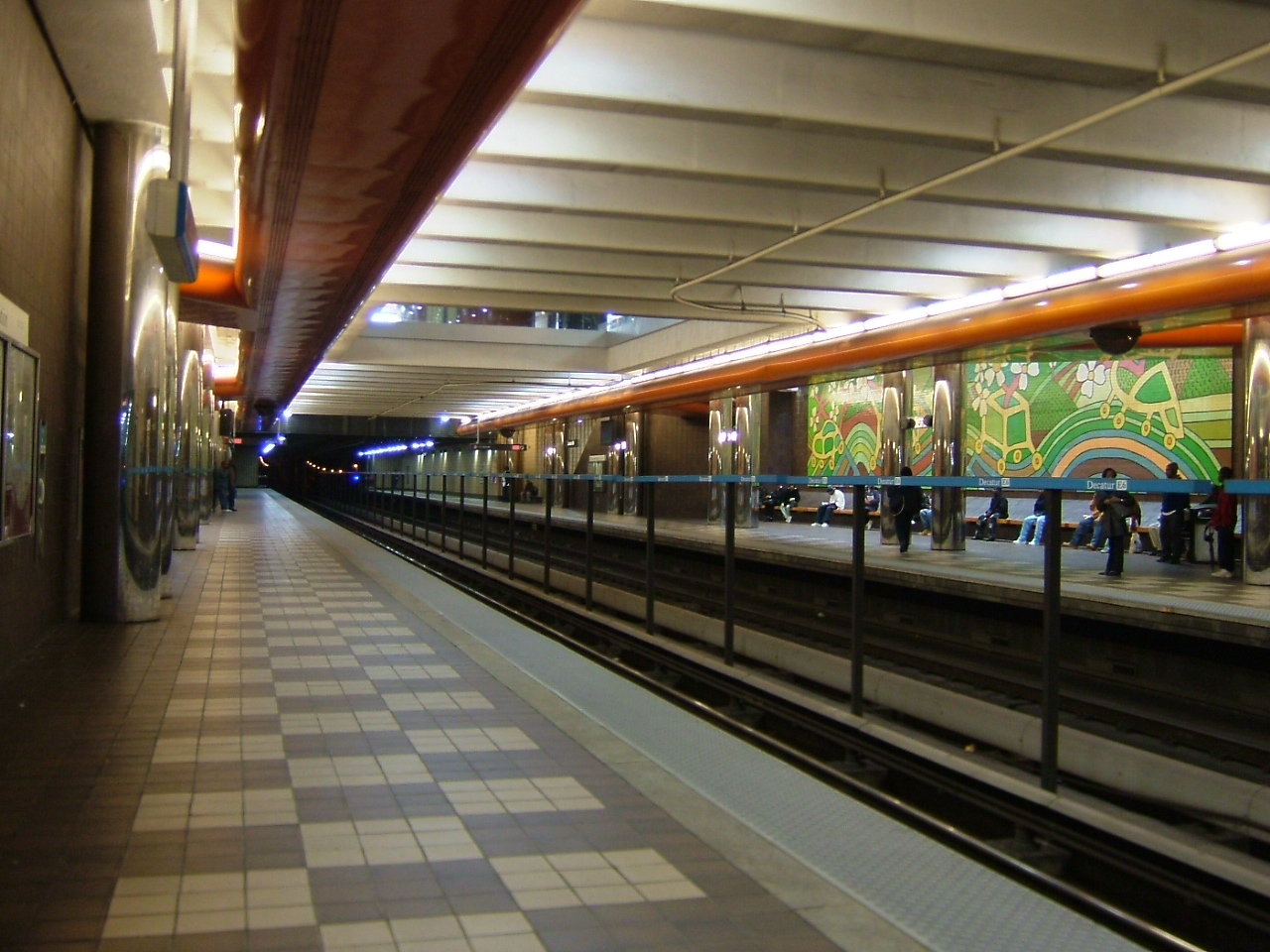
Decatur (E6) állomás
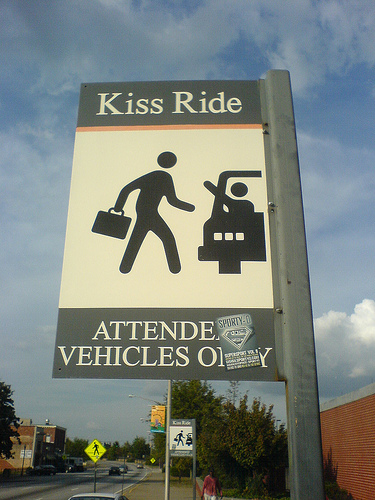
MARTA kiss and ride tábla